# Ceriana petri
Ceriana petri är en tvåvingeart som först beskrevs av Herve-bazin 1914.  Ceriana petri ingår i släktet griffelblomflugor, och familjen blomflugor. Inga underarter finns listade i Catalogue of Life.